# Anacridium
Anacridium es un género de insecto ortóptero de la familia Acrididae subfamilia Cyrtacanthacridinae.

## Especies
- Anacridium aegyptium Linnaeus, 1764 - especie tipo (antes Gryllus aegyptium L.)
- Anacridium burri Dirsh & Uvarov, 1953
- Anacridium deschauenseei Rehn, 1941
- Anacridium eximium Sjöstedt, 1918
- Anacridium flavescens Fabricius, 1793
- Anacridium illustrissimum Karsch, 1896
- Anacridium incisum Rehn, 1942
- Anacridium javanicum Willemse, 1932
- Anacridium melanorhodon Walker, 1870
- Anacridium moestum Serville, 1838
- Anacridium rehni Dirsh, 1953
- Anacridium rubrispinum Bey-Bienko, 1948
- Anacridium wernerellum Karny, 1907